# Faculté de médecine Ibn El Jazzar de Sousse
La faculté de médecine Ibn El Jazzar de Sousse (arabe : كلية الطب إبن الجزّار بسوسة) ou FMS est un établissement universitaire tunisien rattaché à l'université de Sousse. Il est placé sous la double tutelle du ministère de l'Enseignement supérieur et de la Recherche scientifique et du ministère de la Santé publique.
Fondée en 1974 par la loi n°74-83 du 11 décembre 1974 ratifiant le décret-loi n°74-7 du 25 août de la même année, elle accueille sa première promotion (117 étudiants) en octobre 1974 avec un corps enseignant fixe limité à trois maîtres de conférences agrégés.

## Historique
La faculté de médecine de Sousse est, avec la faculté de médecine de Sfax, la première faculté implantée en dehors de Tunis. Elle constitue également le premier établissement d'enseignement supérieur implanté à Sousse, dans le Centre tunisien.
Dotée d'une mission régionale de développement, elle prend dès sa création l'option de s'ouvrir sur son environnement et de préparer ses futurs médecins à un exercice d'une  médecine intégrée selon une approche à la fois curative et préventive. Elle crée ainsi un département de médecine communautaire et instaure cet enseignement dès la première année.
Pour démarrer, elle développe une coopération privilégiée avec les facultés françaises, notamment celle de Bobigny, et conclut un accord de coopération avec la faculté de médecine de Montréal, financé par l'Agence canadienne de développement international. En 1984, à l'occasion du millénaire de Ibn El Jazzar, elle est baptisée du nom du célèbre médecin kairouanais.

## Infrastructure
- Amphithéâtres ;
- Salle des thèses ;
- Salle de réunion ;
- Médiathèque, salles informatiques, salle d'accée Intranet et unité de production numérique ;
- Bibliothèque avec salles de lecture ;
- Salles d'enseignement dirigé et de travaux pratiques ;
- Laboratoires ;
- Buvette ;
- Centre socio-scientifique.

## Doyens
Depuis 1974, neuf doyens se sont succédé à la tête de la faculté de médecine de Sousse :
- 1974-1983 : Souad Lyagoubi
- 1983-1985 : Chadli Bouzakoura
- 1985-1993 : Mohsen Jeddi
- 1993-1999 : Ahmed Sahloul Essoussi
- 1999-2005 : Béchir Ben Hadj Ali
- 2005-2008 : Abdelkrim Zbidi
- 2008-2011 : Nejib Mrizak
- 2011-2017 : Ali Mtiraoui
- depuis 2017 : Hédi Khairi[2]

## Secrétaires généraux
- 1974-1996 : Moncef Ghaddab
- 1996-1998 : Youssef Marouani
- 1998-2000 : Salem Mahjoub
- 2000-2001 : Abdelmajid Jabeur
- 2001-2005 : Fayçail Ben Khedher
- 2005-2007 : Ali Oueslati
- 2007-2010 : Kamel Belhaj
- 2010-2011 : Moufida Chebbi
- 2011-2017 : Mounir Ben Fadhl
- depuis 2017 : Jalaâ Souguir[2]